# Nueva Germania
Nueva Germania est un district du département de San Pedro au Paraguay, situé à environ 297 kilomètres d'Asunción, capitale de la république du Paraguay.
C'est au départ une colonie allemande, Neugermanien, fondée le 23 août 1887 par Bernhard Förster, un nationaliste allemand qui souhaitait créer une communauté modèle dans le Nouveau Monde et démontrer ainsi la suprématie de la culture et de la société allemandes. Le projet est un échec et Förster mettra fin à ses jours.

## Histoire
Nueva Germania est fondée en 1886 sur les rives de la rivière Aguaray-Guazú, à environ 250 kilomètres d'Asunción par cinq, puis quatorze familles pauvres originaires de Saxe. Dirigés par Bernhard Förster et sa femme, Elisabeth Förster-Nietzsche, les colons allemands s'installent dans la forêt tropicale paraguayenne pour mettre en pratique les utopies de Förster sur la supériorité de la race aryenne. Celui-ci veut créer une zone de développement germanique, loin de l'influence des Juifs à qui il impute tous les maux.
Le développement de la colonie se heurte à la dureté de l'environnement, un manque d'approvisionnement et une confiance excessive dans la supposée suprématie aryenne du colon. La plupart des immigrants meurent de faim et de maladie ; ceux qui survivent au paludisme et aux infections aux puces de sable fuient la colonie. Ceux qui restent, convaincus par les enseignements de leur fondateur, se marient entre eux pour préserver leur souche raciale.
Förster, qui avait négocié les titres de propriété de la localité avec le général Bernardino Caballero, se suicide en 1889 dans la ville de San Bernardino après avoir abandonné les colons. Sa femme Elisabeth Förster-Nietzsche regagne l'Allemagne en 1893.
Selon Gerard L. Posner, auteur de Mengele: The Complete Story, le criminel de guerre nazi Josef Mengele a séjourné à Nueva Germania lors de sa fuite après la Seconde Guerre mondiale. Cependant, les preuves que Mengele y soit passé sont, au mieux, fragiles.
Nueva Germania est, à l'époque contemporaine, une communauté tranquille à San Pedro, consacrée à l'agriculture et spécialisée dans la culture du yerba mate. En 2013, il subsiste quelques éléments locaux de culture allemande. Une partie de la population locale parle encore une langue comprenant des éléments d'allemand.

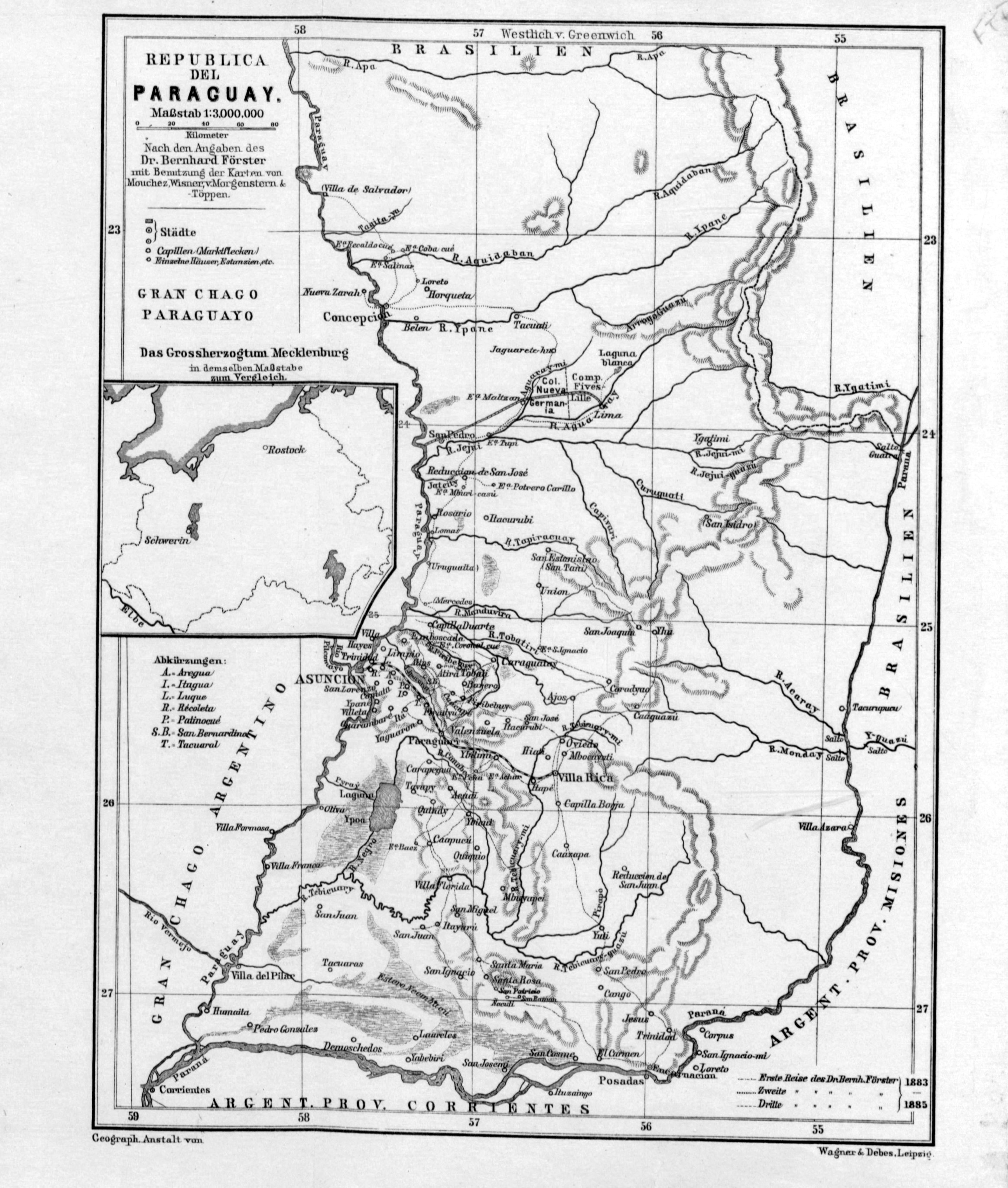
Situation au Paraguay.
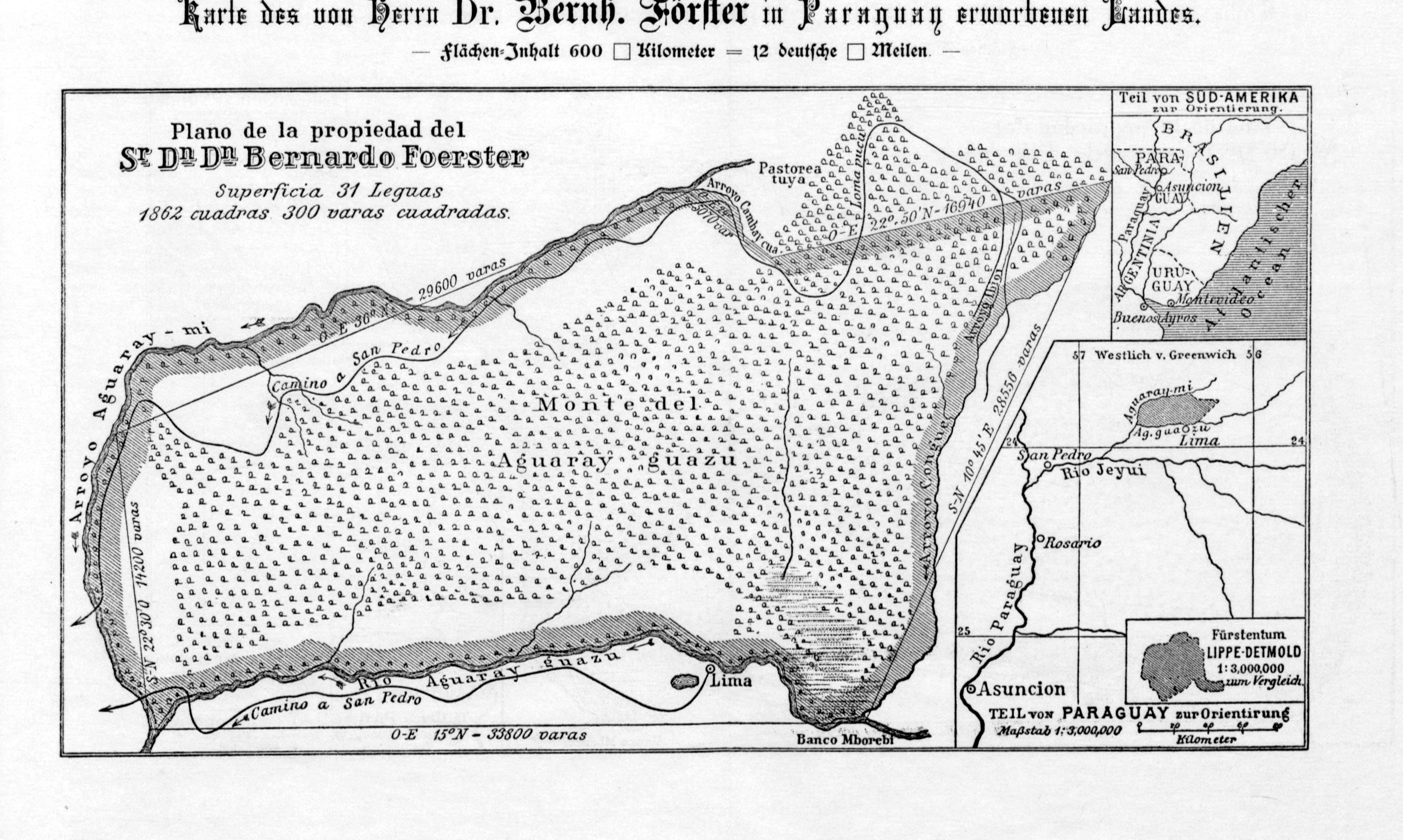
Territoire acheté.
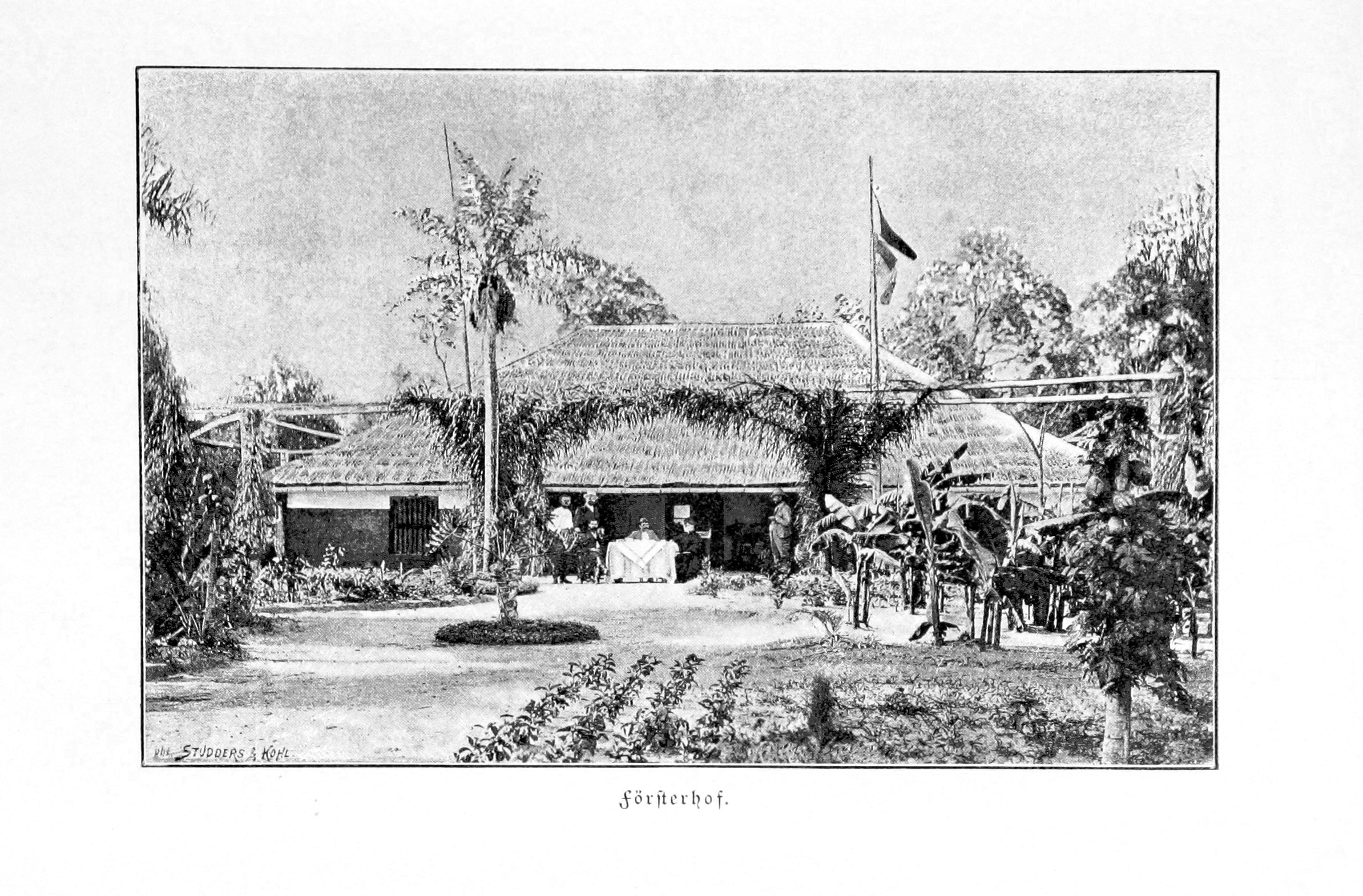
La ferme de Förster.
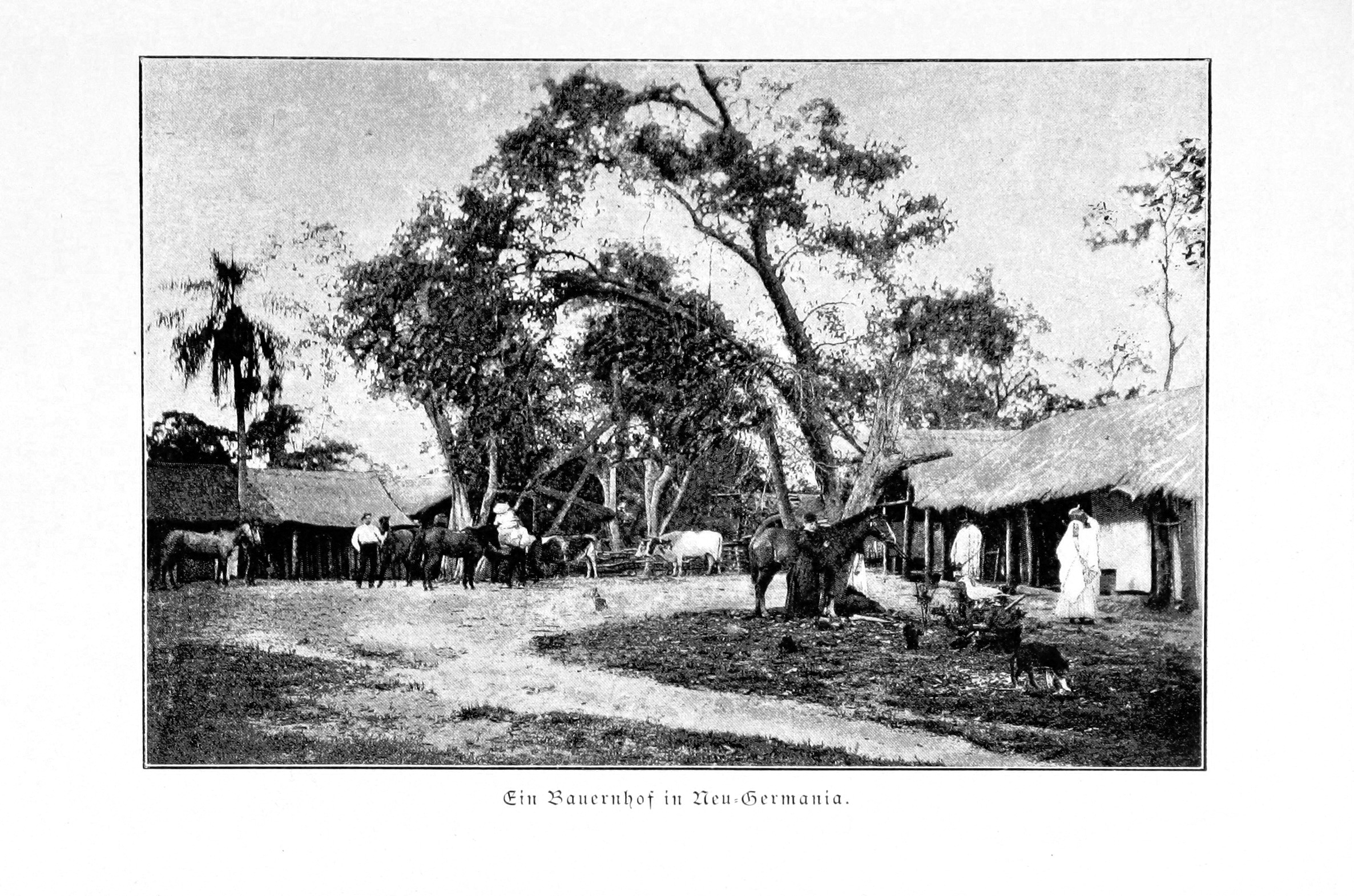
Une cour de ferme de Neu-Germania.
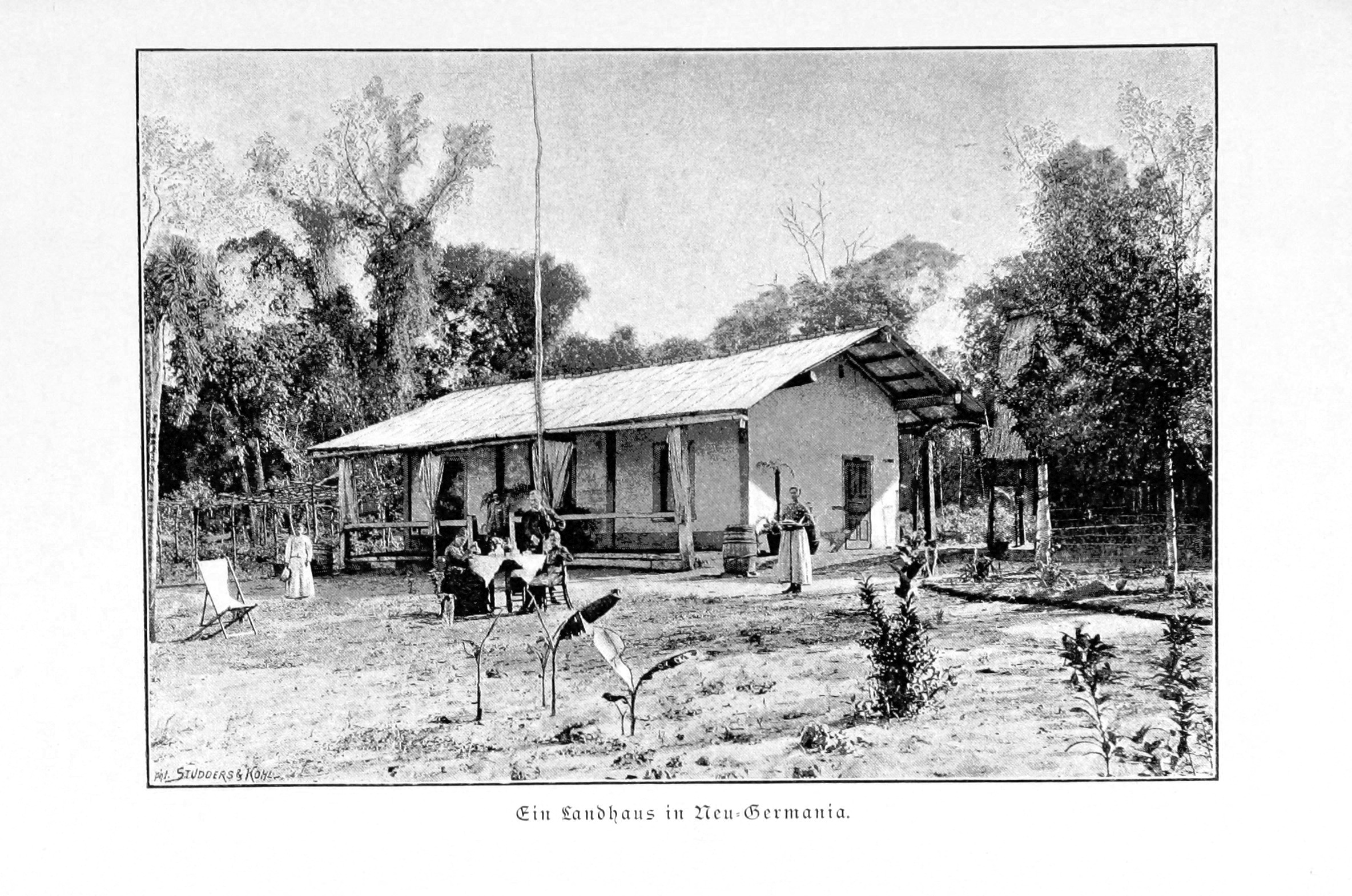
Une résidence de Neu-Germania.

## Économie
Les productions les plus importantes du district sont le yerba mate (principalement), la canne à sucre, le coton, le manioc, le tabac, le tournesol, le soja, le blé, la banane, l'orange, le bigaradier, la verveine citronnelle du Paraguay et le sésame.

## Transports
Une portion de la route no 3 General Elizardo Aquino, une voie goudronnée, est le principal accès à la ville, la reliant à Asunción et à d'autres localités du département. La route no 11 Juana Maria de Lara, une voie non goudronnée, relie la ville au département d'Amambay.
D'autres routes revêtues de sable ou de galets relient différents quartiers et le chef-lieu de département.

## Climat
Un climat tropical domine, avec des pluies abondantes, une température maximale d'environ 35°C, une minimale de 10°C et une moyenne de 23°C, avec une humidité de 80 %. Les précipitations dépassent 1300 millimètres, notamment en été.

## Hydrographie
Le district est arrosé par les rivières Aguaray Guazú et Aguaray mí, et les ruisseaux Tutytí et Empalado.

## Langue
Environ 80% de la population parle la langue guarani, le reste parle un mélange d'allemand et d'espagnol.

## Population
Selon la Direction Générale des Statistiques, des Sondages et du Recensement :
- En 1992, le district compte 17 148 habitants, dont la majorité vivent dans la ville de Santa Rosa del Aguaray. En 2002, Santa Rosa del Aguaray devient une municipalité à part entière. Par conséquent, le district de Nueva Germania perd la majeure partie de sa population et de son territoire, bien qu'il conserve la colonie mennonite de Rio Verde au nord de Santa Rosa del Aguaray.
- La population est majoritairement rurale et employée dans l'agriculture. La population nette en 2002 est de 4 335 habitants (2 323 hommes et 2 012 femmes).
- En 2002, environ 10 % des habitants de Nueva Germania sont principalement d'origine allemande[2].

## Sources
- (en) Cet article est partiellement ou en totalité issu de l’article de Wikipédia en anglais intitulé « Nueva Germania » (voir la liste des auteurs).